# Бродус (Монтана)
Бродус (англ. Broadus) — город в штате Монтана (США). Административный центр и единственный город округа Паудер-Ривер. В 2010 году в городе проживало 468 человек.
Бродус находится на юго-востоке штата около слияния рек Паудер и Литл-Паудер. В городе находится исторический музей с постройками ранних европейских поселенцев и индейскими артефактами, а также музей минералов и морских раковин.

## История
Исторически долина реки Паудер была индейской территорией. В ходе экспедиции на Паудер-Ривер 1865 года произошло сражение американской армии с войнами сиу, шайеннами и арапахо в 50 км от современного Бродуса.
Почтовый офис города был создан в 1900 году. Название Бродус произошло от фамилии семьи ранних поселенцев на территории. В 1920 году город стал административным центром нового округа Паудер-Ривер. В 1960-х годах было найдено нефтяное месторождение Белл-Крик вблизи Бродуса.

## Население
| Год переписи | Нас. |  | %±     |
| ------------ | ---- |  | ------ |
| 1950         | 517  |  | —      |
| 1960         | 628  |  | 21,5%  |
| 1970         | 799  |  | 27,2%  |
| 1980         | 712  |  | −10,9% |
| 1990         | 572  |  | −19,7% |
| 2000         | 451  |  | −21,2% |
| 2010         | 468  |  | 3,8%   |
| 2016         | 481  |  | 2,8%   |

По данным переписи 2010 года население Бродуса составляло 2848 человек (из них 46,2 % мужчин и 53,8 % женщин), в городе было 218 домашних хозяйств и 114 семей. Расовый состав: белые — 95,1 %. 3,0 % имеют латиноамериканское происхождение.
Население города по возрастному диапазону по данным переписи 2010 года распределилось следующим образом: 20,3 % — жители младше 18 лет, 2,1 % — между 18 и 21 годами, 45,3 % — от 21 до 65 лет и 32,3 % — в возрасте 65 лет и старше. Средний возраст населения — 51,3 лет. На каждые 100 женщин в Бродусе приходилось 85,7 мужчин, при этом на 100 совершеннолетних женщин приходилось уже 82,0 мужчин сопоставимого возраста.
Из 218 домашних хозяйств 52,3 % представляли собой семьи: 42,7 % совместно проживающих супружеских пар (13,8 % с детьми младше 18 лет); 6,4 % — женщины, проживающие без мужей и 3,2 % — мужчины, проживающие без жён. 47,7 % не имели семьи. В среднем домашнее хозяйство ведут 1,99 человека, а средний размер семьи — 2,80 человека. В одиночестве проживали 44,5 % населения, 24,3 % составляли одинокие пожилые люди (старше 65 лет).
В 2016 году из 380 человек старше 16 лет имели работу 223. В 2016 году медианный доход на семью оценивался в 63 125 $, на домашнее хозяйство — в 50 000 $. Доход на душу населения — 26 775 $ в год.